# Turó de la Creueta del Coll
El Turó de la Creueta del Coll és una muntanya de 245 m que es troba a Barcelona. També és conegut com a Turó d'en Falcó pel nom d'una masia avui desapareguda. És considerat un dels «set turons de Barcelona», xifra presa per imitació dels set turons de Roma.
Les pedreres l'han buidat quasi del tot de manera que només es conserva la cara que mira al Tibidabo. Unes cases de 1880 parlen de les urbanitzacions més antigues. Un sender permet carenejar la muntanya tot baixant per arribar al Parc de la Creueta del Coll. Aprofitant l'espai deixat per la pedrera, els arquitectes Josep Martorell, Oriol Bohigas i David Mackay elaboraren un projecte que s'inaugurà el 1987.